# Greatest Hits (album de ZZ Top)
Pour les articles homonymes, voir Greatest Hits.
Greatest Hits est une compilation des meilleures chansons du groupe ZZ Top.

## Liste des titres
1. Gimme All Your Lovin' (Eliminator, 1983) (3:59)
2. Sharp Dressed Man (Eliminator, 1983) (4:13)
3. Rough Boy (Afterburner, 1985) (4:52)
4. Tush (Fandango!, 1975) (2:15)
5. My Head's In Mississppi (Recycler, 1990) (4:18)
6. Pearl Necklace (El Loco, 1981) (4:05)
7. I'm Bad, I'm Nationwide (Degüello, 1979) (4:46)
8. Viva Las Vegas - Inédit (4:48)
9. Doubleback (Recycler, 1990) (3:56)
10. Gun Love - Inédit (3:40)
11. Got Me Under Pressure (Eliminator, 1983) (4:00)
12. Give It Up (Recycler, 1990) (3:29)
13. Cheap Sunglasses (Degüello, 1979) (4:47)
14. Sleeping Bag (Afterburner, 1985) (4:03)
15. Planet Of Women (Afterburner, 1985) (4:05)
16. La Grange (Tres Hombres, 1973) (3:52)
17. Tube Snake Boogie (El Loco, 1981) (3:03)
18. Legs (Eliminator, 1983) (4:31)

## Membres
- Billy Gibbons : Guitare, chant
- Dusty Hill : Basse
- Frank Beard : Batterie